# 守るべきもの (若旦那の曲)
「守るべきもの」（まもるべきもの）は、若旦那の1枚目のシングルである。2011年5月25日発売。発売元はTank Top Records。

## 概要
- 今年2枚目のソロシングル。なお前作「いのち〜桜の記憶〜」は配信シングルだったため、CDシングルは本作が初となる。

## 収録曲
1. 守るべきもの
（作詞・作曲：若旦那 / 編曲：若旦那、 橘井健一、 CHICA (CHICA meets SOULFIRE)）
2. いのち〜桜の記憶〜
（作詞・作曲：若旦那 / 編曲：Henry Hey）
配信シングル。
3. 愛してる〜Live Version〜
（作詞：若旦那 / 作曲：若旦那、 橘井健一）
4. 守るべきもの[Instrumental]
5. いのち〜桜の記憶〜[Instrumental]